# 新界六日戰

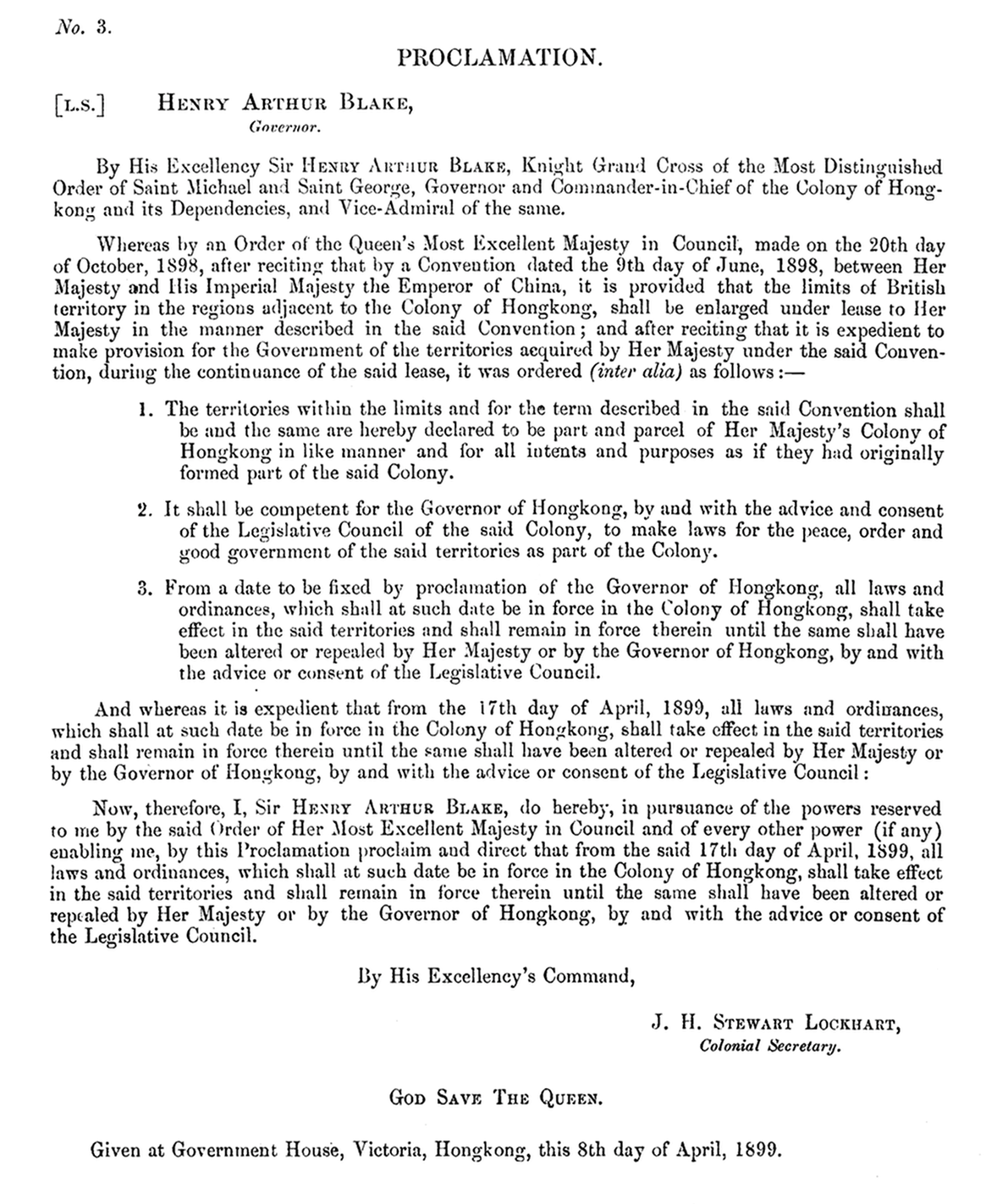
輔政司駱克於憲報公佈接收新界事宜

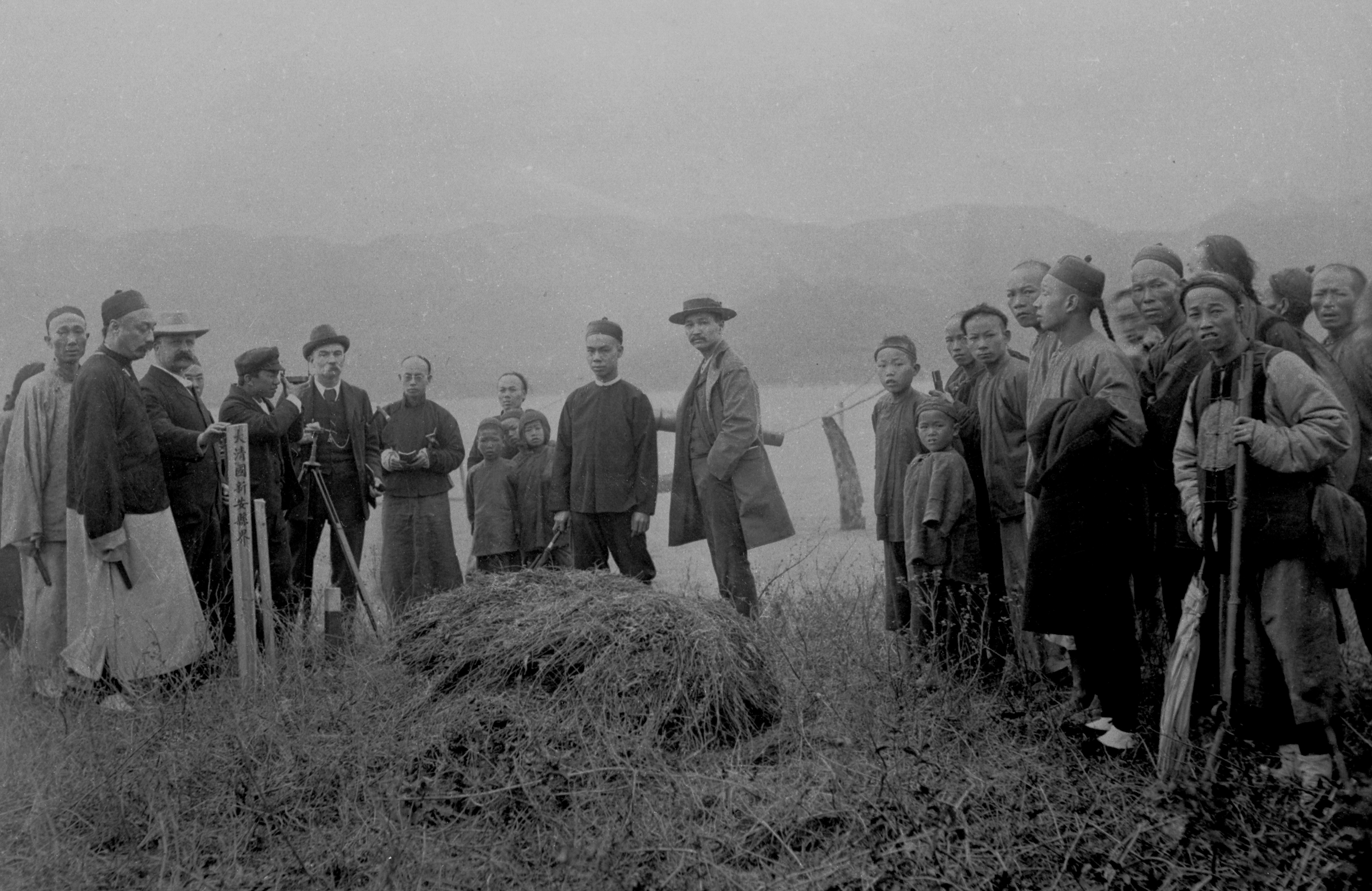
1899年王存善（左二）與駱克（左三）在新界勘界

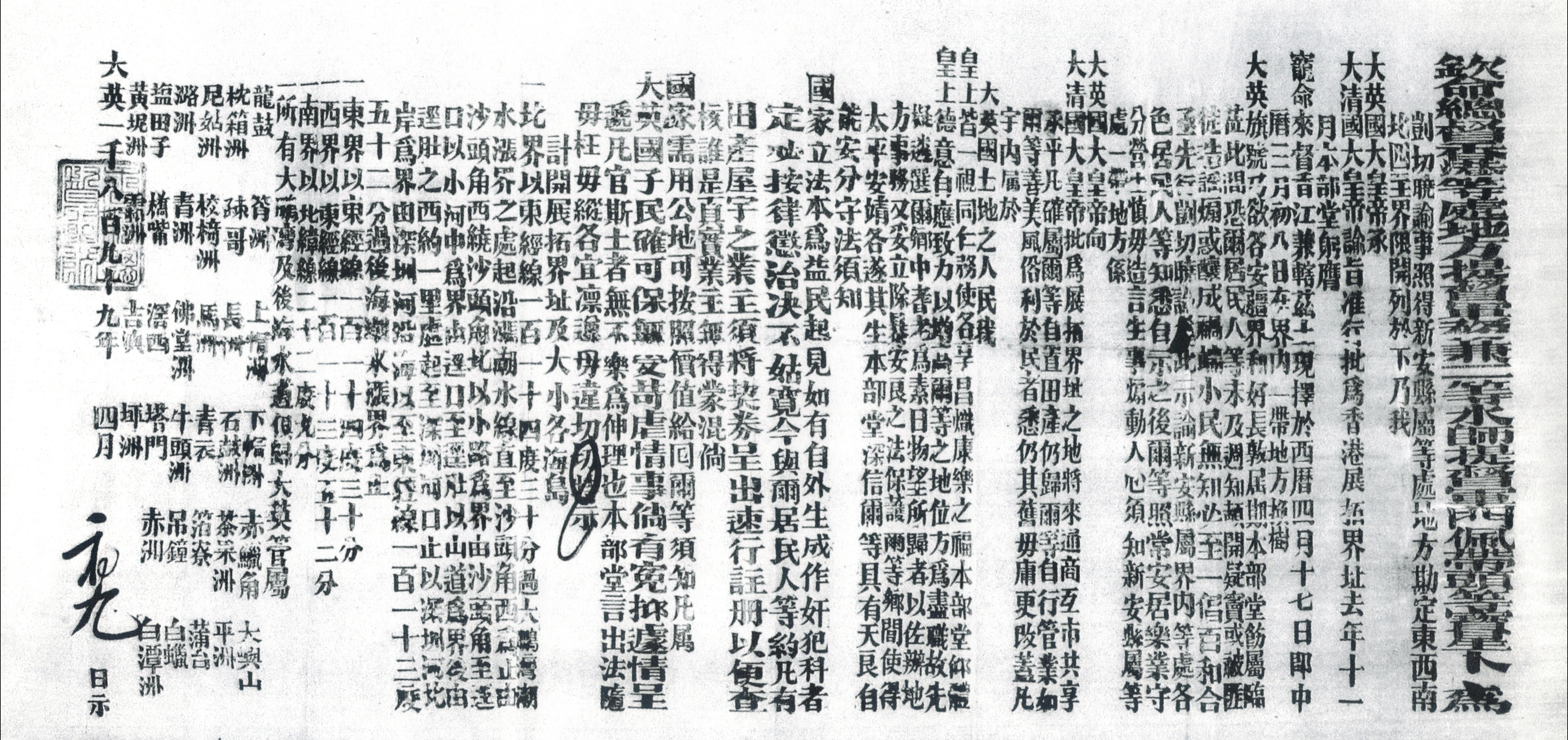
香港總督接收新界公告

新界六日戰（英語：The Six-Day War of 1899）為1899年4月於英屬香港新界發生的一場英國軍隊與新界原居民間的戰爭。原因是英國接管新界地區，新界原居民認為前景不明而恐慌。以屏山鄧氏為首的新界原居民各大氏族，決定反抗英國的接收行動。參戰鄉民傷亡慘重，約500名鄉勇被英軍擊殺，英軍僅一人受輕傷。戰後雙方快速和解，其後英屬香港政府及參與戰爭的氏族都保持低調，以至遺忘此場戰爭。由於當時的報紙也只輕輕帶過，導致日後記載變得含糊。

## 參戰各方
新界鄉勇方面，現時已知參戰氏族與鄉村為元朗屏山鄉、鄉、十八鄉、錦田鄉以及大埔七約（翕和約除外），而厦村及屏山的鄧氏鄉民甚至更分別成功呼叫其居於東莞雁田以及懷德的同族援軍到新界參戰；大埔七約中，以泰亨鄉與林村爲主，加上部份粉嶺鄉民，而大埔頭鄧氏、龍躍頭鄧氏兩支較小的勢力長期受七約欺壓，素與其敵對，鄉民皆拒絕參與戰事；而新界其餘所鄉村如上水、金錢村、河上鄉、新田、丙崗，以至新界東、南各鄉村均全不涉戰、袖手旁觀。戰役中的戰死之鄉勇主要為屏山、厦村、十八鄉與錦田人。
英屬香港政府方面，由於香港政府在接收新界其它地區時並沒有鄉民反抗，故此當時香港政府嚴重低估鄉民反英民憤的嚴重性，初期只派遣少量英軍及警察，導致軍力落後及一度身陷險境，戰事拖延了六日。六日當中，主要战斗有大埔之战、林村谷之战和上村之战及吉慶圍圍城戰。戰鬥中鄉勇的戰術運用靈活，不過由於武器落後，未能对英军造成损失。

## 戰前
1898年6月9日，大英帝國與大清帝國簽訂租約，名《展拓香港界址專條》，6月9日換約確定。由1898年7月1日起，新安縣深圳河以南之地，都歸入英屬香港的範圍。
按當時國際法规定，接掌方需要正式儀式才為正式接掌。但香港殖民地政府因事前需要瞭解清楚地理及居民而並不急於接管，直至1899年4月才正式接手。
接收新界之事，由香港政府輔政司駱克負責。1898年6月，英國派駱克進行實地調查。8月到達新界，月底完成調查。駱克調查時皆廣受歡迎，但在錦田被人擲石。完成調查後回到英國，於船上撰寫了《香港殖民地展拓界址報告書》，減筆《新界調查報告書》。報告詳述新界，建議統治方針为盡量維持現狀，以類似大清的方式實行管治。雖然香港政府方針如此，但並沒有向鄉民解釋清楚，鄉民擔心會改變習俗，增加稅務，跟随香港（香港島及九龍半島）城市的規矩。
勘界事宜，由駱克與大清官員王存善一同決定。於1898年11月成。
這段期間，香港政府跟當地人多次往來，但遲遲未有公佈如何接管，因此引起各種謠言與恐慌。尤其是涉及各大氏族的風水及土地權益，並醞釀恐慌及反抗情緒，有些鄉民多次到香港政府與官員會面，有些則準備武力反抗。香港政府原定1899年4月8日在大埔舉行升旗儀式，但因為政府派去旗桿山建造蓆棚的工人被村民恐嚇，而需要延遲。香港總督卜力更因此立即前往廣州，與兩廣總督見面，對方否認反抗與他有關。
另外在4月3日，時任警察隊長梅含理帶隊進入大埔新墟文武廟調查。不過剛和鄕村長老傾了兩句，便因蓆棚的位置吵了起來。事件越吵越烈，甚至開始擲磚和木棍攻擊警員。最後梅含理命令部下在步槍上刺刀作出威嚇，才成功撤退到旗桿山。
卜力遲於4月7日至9日才公佈接收詳情，亦將升旗儀式改做4月17日，并在各村張貼，香港政府认爲如此公告便不會發生戰亂，但反抗軍已经如箭在弦。

## 戰事經過

### 大埔村民開戰
本來，元朗鄉勇打算於4月17日升旗的時候才起事，不過大埔鄉民沒跟著這樣做。4月14日，大埔鄉勇提早開戰。香港政府同日得知該場地又有危險，於是派梅含理到大埔新墟。當時木棚被焚燒，對面的山上發生打鬥，同時有鑼鼓警報聲。在文武廟，廟祝勸梅含理快點逃走，以免被鄉勇殺死，亦得知工人都十分安全，走陸路返港。梅含理由陸路退到沙田，越過飛鵞山，再走過九龍，回到香港。焚燒木棚的都是同一群人，主要為大埔七約中，泰坑和林村的鄉民，以及少數粉嶺鄉民。起事時，錦田及八鄉鄉民加入。
4月15日，梅含理帶同香港警察以及約100名英軍，由沙田到大埔，希望用軍隊陣容鎮著鄉民。不過鄉勇炮擊英軍，派人到沙田，希望得有人增援。由於防守只有警察和人數不多的軍隊，彈藥不足，爲防突襲，並無反擊，只能苦等英軍支援。直至驅逐艦「名譽號」駛入大埔海，炮擊炮臺，防守才被瓦解。鄉勇亦經梅樹坑，全部鄉民帶炮，退至林村谷地。從遺留下的旗幟可見，爲泰坑文氏鄉民所帶領。得知反抗的泰坑村文湛泉等大埔長老來到旗桿山向駱克和加士居叩頭謝罪，他們還帶來英國國旗，希望能在升旗禮中使用，最終得償所願。
4月16日，香港政府增兵至大埔，提前一日舉行原定儀式，正式接收新界，多名大埔長老在投降後也觀看升旗禮。同日，香港總督亦簡樸地在九龍城外升旗。有情報指會有人於九龍油蔴地動亂，進攻油蔴地警署。於是加強防衞，但平安無事。期間於九龍凹、沙田凹和馬窩山頂設汛。4月17日，已拉綫作戰地電話通訊。

### 元朗村民迎戰
4月17日，英軍進入林村谷地的放馬莆時遭到元朗鄉勇伏擊，鄉勇於林村凹（大埔社山）設炮臺。英軍實在支援不足，雖有大炮，但由於太重，又沒有動物協助搬運，只靠苦力，進展困難。加上當時正下著大雨，根本沒法搬上林村凹。與此同時，鄉勇炮擊英軍，導致敵軍一名軍醫受傷。英軍決定包抄，經梅樹坑繞路去炮臺後山突擊，所屬印度兵行山如平地。由於鄉勇沒想過地勢險要，也會有軍隊由山攻入，慌張地撤至錦田。由於撤退過急，未有帶走全部火炮，只把其埋於泥土和水下。
林村一役成功後，英軍進而進駐上村附近駐紥，此時人困疲乏、糧草不足。此時另一支英軍北上粉嶺，轉入八鄉支援，及時解困。來時，途經泰坑、粉嶺，逐村受降。
4月18日，鄉勇再次發動攻勢，雙方在石頭圍村東北隔河對峙。逾千名鄉勇向300名英軍進攻，英軍繼而猛烈回炮。此戰中鄉勇大有傷亡，使此爲最後一仗。鄉勇撤退至錦田期間，英軍追擊。
因爲駱克十分擔心12日會面的長老是否安全，英軍在翌日急行入屏山，沿途八鄉、錦田、屏山、，逐村受降。英軍朝東前進。吉慶圍和泰康圍的鐵閘遭英軍拆卸作為戰利品帶走。另有英軍分三路屯門、後海、荃灣入元朗，此時亂事平定。

## 戰後

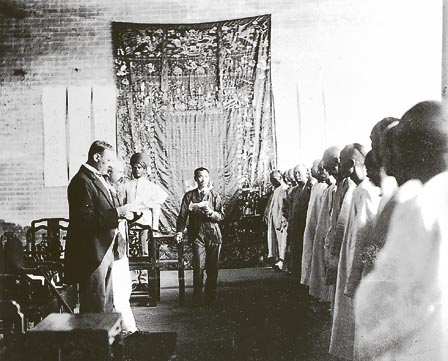
8月4日，港督卜力（左一）到屏山鄧氏宗祠會見鄉紳，重申港府的管治原則，中間者為翻譯員蔡毓山。

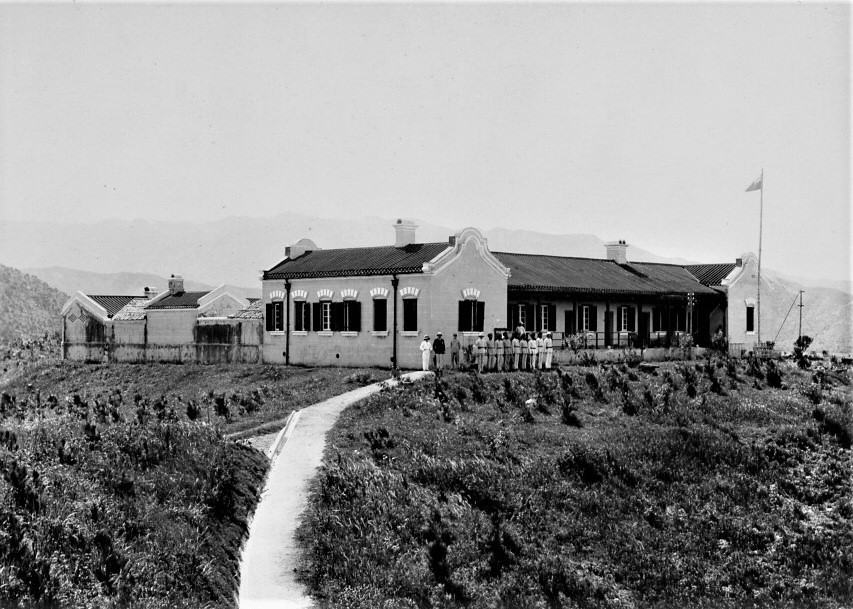
攝於1901年，衝突後在運頭角建立的大埔警署。

由於鄉勇的組織良好，香港政府懷疑此亂事是由新安縣官員在背後促成，遂於5月16日派遣軍隊，強佔九龍寨城，驅逐城內官弁、兵丁，而且一度佔領深圳墟。戰事間接導致原本清朝在英屬香港的外飛地——九龍寨城變成無政府狀態。
輔政司駱克主張懲罰叛亂者，但香港總督卜力不允許，認爲要寬大處理此事。而戰死的鄉民葬於沙埔的公墓。
香港政府接收新界後，各大氏族終要面對現實，與較小的氏族平起平坐，不再是地主的佃人，再沒有地主支配佃人這回事。而政府於新界的管治亦如市區一般，以士紳代管當地民眾，所以當地亦很快便接受了殖民地政府的管治。日後，東莞人策劃再於香港起事，但最終得不到鄉民支持，無疾而終。
其後香港政府同年於屏山、凹頭、大埔運頭角設立了警局（即屏山警署、凹頭警署和大埔警署）。
另一方面，吉慶圍和泰康圍的鐵閘被駱克給予港督卜力樹立於其英國別墅作門。1925年，鄧伯裘向香港總督司徒拔請求交還吉慶圍鐵閘。司徒拔應允，港英政府全資負責，由在英國尋回鐵閘到安裝一手包辦，督憲親臨奠基，而鄧氏亦立碑紀念。

## 後代秋祭
八鄉的村代表於每年秋分日都會齊集在八鄉古廟拜祭參與新界六日戰保鄉衞族壯烈犧牲的烈士。
八鄉祖堂同益堂事後尋獲55名殉難的八鄉鄉民名字，在八鄉古廟旁邊興建烈士祠，祠內有兩塊木扁，上扁刻有烈士芳名27位，下扁28位，另加一行古廟歷屆司祝神位，各烈士均被賦予「清處士」銜頭，同時另設一個神壇供奉無名女烈士。同益堂將每年秋分日定為拜祭日，悼念為村捐軀的先烈。拜祭完畢後，便在廟前以盆菜招待同益堂轄下各村60歲以上的男性村民參加。據報早年更每人獲分派豬肉一斤，隨着時代發展，由1980年代末起，已改為燒肉，最近改以分派一封利是。

## 外部連結
- 展拓香港界址專條 （页面存档备份，存于）